# 신약과 싸워라
신약과 싸워라는 유타에 본사를 둔 반포르노 비영리 단체이다. 이 그룹은 교회와의 공식적인 관계를 부인하지만 지도자 클레이 올슨을 포함하여 예수 그리스도 후기 성도 교회 (LDS Church) 회원 팀에 의해 설립되었다. 그것은 스스로를 "비 종교적이고 비 입법적인 조직"이라고 설명한다. 이 그룹은 2009년에 설립되었으며  유타의 공무원으로부터 지원 성명을 받았다. 신약과 싸워라은 포르노를 마약으로 묘사하고 그것이 공중 보건 문제라고 주장한다.

## 활동
이 그룹은 프레젠테이션과 비디오 캠페인을 통해 메시지를 전파하고 18세에서 24세 사이의 사람들을 대상으로 한다.
2015년 캠페인에서 신약과 싸워라은 샌프란시스코 베이 지역에 "야동은 사랑을 죽인다"라는 광고판 100개를 게시했다. 또한이 그룹은 소셜 미디어를 통해 티셔츠와 마케팅 키트와 같은 상품을 판매하여 캠페인을 홍보한다.
2016년부터이 그룹은 유타주 내 공립 교육구의 학생들에게 자료를 발표 할 수 있다. 2018년에 그룹은 뇌, 심장, 세계 라는 3부작 다큐멘터리 영화를 개봉했다.

## 수신

### 유타주
유타 주지사 인 Gary Herbert는 2010년이 단체가 "매우 대담"하고 "확실히 혁명적"이라고 말하면서 캠페인이 정부가 아니라 관심있는 시민들에 의해 수행된 것에 깊은 인상을 받았다고 덧붙였다. 유타주 법무 장관 인 Mark Shurtleff는 이 캠페인을 포르노와 싸우는 가장 좋은 방법 중 하나로 설명했다.

### 테리 크루
전 축구 선수이자 배우 인 테리 크루스는 신약과 싸워라를 지지했으며 신약과 싸워라의 팟 캐스트 인 '섭취하기 전에 고려' 과의 인터뷰도 녹음했다. 그의 저서 성인 (2014)에서 그는 12세에 처음으로 포르노에 중독 된 방법과 그것이 성인이 될 때까지 어떻게 지속되어 결국 아내 인 레베카와의 결혼에 깊은 영향을 미쳤는지에 대해 썼다.

### 마리솔 니콜스
배우 마리솔 니콜스는 소셜 미디어에서 신약과 싸워라을 공개적으로 지원했으며 신약과 싸워라 섭취하기 전에 고려 팟 캐스트의 에피소드에 출연하여 인신 매매 퇴치 작업을 설명했다.

### 라마 오덤
2019년 8월, 전 NBA 스타 라마 오덤은 자신과 미래의 농구 야망을 위한 건강한 라이프 스타일 구축의 일환으로 포르노를 포기했다고 말했다. 라마 오덤은 신약과 싸워라의 팟 캐스트 인 섭취하기 전에 고려 의 에피소드에 출연했으며 신약과 싸워라의 시그니처 인 "야동은 사랑을 죽인다"티셔츠를 입고 여러 차례 목격되었다.

### 캔자스 시티 로열스
2018년 3월 캔자스 시티 로열스는 음란물에 반대하는 최초의 메이저 리그 야구 (MLB) 팀이 되었다. 로열스는 신약과 싸워라의 봄 훈련 기간 동안 선수들을 위한 포르노 방지 세미나를 개최했다. 캔자스 시티 로열스 총지배인 인 데이턴 무어는 과거에 음란물에 대한 그의 우려에 대해 다음과 같이 말했다. 학대-가정 학대-여성 학대. "

### 레드 테이블 토크
2019년 5월, 신약과 싸워라 발표자 인 개렛 존슨이 제이다 핀켓 스미스의 쇼 '레드 테이블 토크'에서 "야동이 관계를 망치나요?"라는 제목의 에피소드에서 인터뷰를 받았다.

### 엘리자베스 스마트
신약과 싸워라과의 인터뷰에서 엘리자베스 스마트는 포르노가 납치에 어떻게 영향을 미쳤는지 설명한다. 스마트는 신약 퇴치 성명에서 그녀의 납치범에 대해 "외설물을 보지 않았다면 나가서 나를 납치하지 않았을 것이라고 말할 수 없다. 내가 아는 건 외설물이 내 삶의 지옥을 악화 시켰다는 것뿐이다." 스마트는 신약과 싸워라이 만든 비디오에도 등장했으며 계속해서 포르노 반대를 옹호하고 있다.

### 차즈 스미스
유 튜버 차즈 스미스는 신약과 싸워라의 옹호자였다. 스미스의 2018년 5월 유튜브 동영상 "그가 무엇을보고 있었나요?"는 포르노 소비와 소비자에 대한 영향과 관련된 통계를 공유한다. 차즈 스미스는 또한 신약과 싸워라과 함께 과테말라 로 가서 현지인을 위한 포르노 방지 프레젠테이션을 주최했다.

### 작동 원리
신약과 싸워라의 전술은 매우 효과적이다. 대중의 신념과는 달리, 이 조직은 사람들이 야동의 해악에 대해 말하도록 널리 알리고 영향을 미치는 데 매우 능숙하다.